# Alfonso Prudencio Claure
Alfonso Prudencio Claure, conocido por el pseudónimo Paulovich (La Paz, 27 de agosto de 1927-Ibidem, 7 de julio de 2019), fue un periodista boliviano.

## Biografía
Estudió en el colegio San Calixto de La Paz y en 1953 ganó una beca para estudiar en la Escuela Oficial de Periodismo de Madrid (España).
Comenzó a trabajar en el periódico Presencia bajo el seudónimo Paulo en la columna titulada «Cartas a mí mismo», después cambió el seudónimo a Paulovich con la columna humorística «La noticia de perfil». Desde 1968 trabajó en diferentes medios de prensa, como El Diario, Última Hora, Hoy, Los Tiempos, El Mundo, Correo del Sur y La Razón.
Fundó y fue codirector del periódico Meridiano. El 20 de mayo de 1997 ingresó a la Academia Boliviana de la Lengua.

## Cargos ocupados
- Ministro consejero de la embajada de Bolivia en España (1969 y 1992)
- Delegado de la Asamblea general de las Naciones Unidas (1978)
- Diputado nacional por el Departamento de La Paz (1962)
- Concejal de la Alcaldía de La Paz (1987)
- Alcalde Municipal de ciudad de la La Paz (1989)

## Reconocimientos
- Premio de periodismo de la Fundación Cultural Manuel Vicente Ballivián
- Premio Pedro Joaquín Chamorro de la Sociedad Interamericana de Prensa.
- Premio Nacional de Periodismo (1999)
- Premio Libertad (2008) Asociación Nacional de la Prensa

## Publicaciones
- Bolivia, typical país (1959)
- Rosca, rosca, ¿qué estás haciendo? (1961)
- ¡Cuan verde era mi tía!” (1966)
- Apariencias (1973)
- Conversaciones en el motel (1976)
- Diccionario del cholo ilustrado (1978)
- Manual del perfecto negrero (1981)
- Elecciones a la boliviana (1989)
- Ríete y serás feliz (1995)
- Cuento Navidad de Alalaypata (1957) primer premio en el concurso de cuentos de Navidad de la Alcaldía Municipal de La Paz